# Čivava z Beverly Hills
Čivava z Beverly Hills (v anglickém originále Beverly Hills Chihuahua) je americká filmová komedie z roku 2008. Filmu se režisérsky ujal Raja Gosnell.